# Mastercutor Alive
Mastercutor Alive – trzeci album koncertowy niemieckiego zespołu heavymetalowego U.D.O. wydany w roku 2008 w formacie CD oraz DVD.
Płyta została nagrana podczas koncertu U.D.O. 3 maja 2008 roku w Tuttlingen i została wydana jako podwójne CD, podwójne CD i DVD oraz podwójne DVD z dodatkowymi materiałami. W trakcie koncertu na scenie pojawiła się "maskotka" zespołu, Mastercutor.

## Lista utworów

### CD
1. "Mastercutor"
2. "24/7"
3. "They Want War"
4. "The Bullet And The Bomb"
5. "Midnight Mover"
6. "Vendetta"
7. "Mission No. X"
8. "Midnight Highway"
9. "The Wrong Side Of Midnight"
10. "Breaker"
11. "Princess Of The Dawn"
12. "One Lone Voice"
13. "Winterdreams"
14. "Living For Tonite"
15. "Thunderball"
16. "Man And Machine"
17. "Animal House"
18. "Metal Heart"
19. "Holy"
20. "Balls To The Wall"
21. "Fast As A Shark"
22. "Burning"
23. "I'm A Rebel"

### DVD
1. "Mastercutor"
2. "24/7"
3. "They Want War"
4. "The Bullet And The Bomb"
5. "Midnight Mover"
6. "Vendetta"
7. "Mission No. X"
8. "Midnight Highway"
9. "The Wrong Side Of Midnight"
10. "Breaker"
11. "Princess Of The Dawn"
12. "One Lone Voice"
13. "Winterdreams"
14. "Living For Tonite"
15. "Thunderball"
16. "Man And Machine"
17. "Animal House"
18. "Metal Heart"
19. "Holy"
20. "Balls To The Wall"
21. "Fast As A Shark"
22. "Burning"
23. "I'm A Rebel"
24. "Making of Mastercutor Alive"
25. "The Bullet And The Bomb" - na żywo w Mińsku
26. "Midnight Mover" - na żywo w Mińsku
27. "Vendetta" - na żywo w Mińsku
28. "Roadmovie z Rosji"
29. "Roadmovie z Ameryki Południowej"

## Twórcy
- Udo Dirkschneider – śpiew
- Stefan Kaufmann – gitara elektryczna
- Igor Gianola – gitara elektryczna
- Fitty Wienhold – gitara basowa
- Francesco Jovino – instrumenty perkusyjne